# Località con il reddito più basso negli Stati Uniti d'America

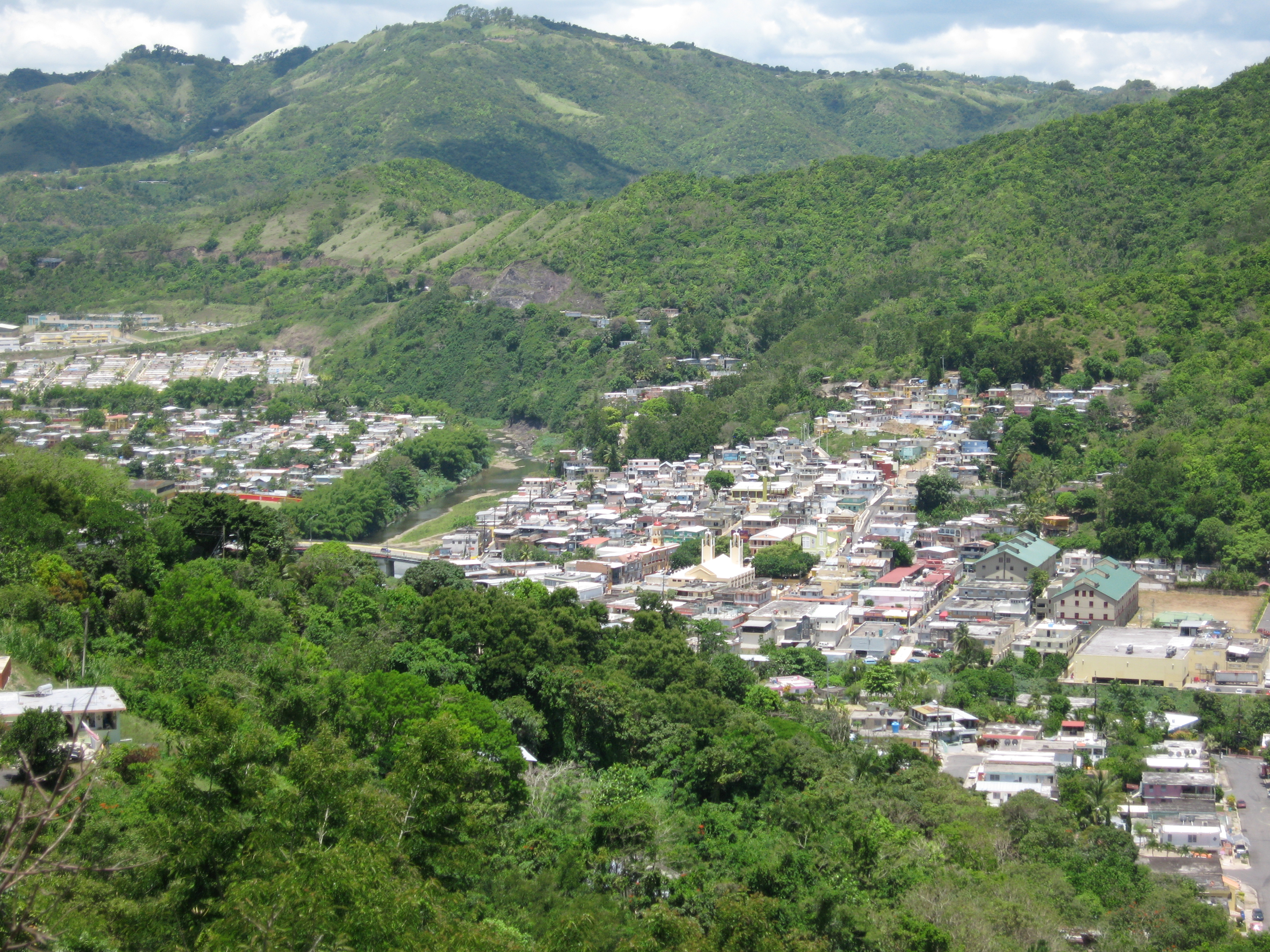
Nel 2017, la Comerío Zona Urbana di Comerío, a Porto Rico, ha registrato il reddito familiare medio più basso di qualsiasi luogo con più di 1000 persone negli Stati Uniti

Questo è una lista delle località con il reddito più basso negli Stati Uniti. Secondo l'Ufficio del censimento degli Stati Uniti, le seguenti località hanno il reddito familiare medio più basso negli Stati Uniti. Le località con popolazioni dell'American Community Survey 2013-2017 sono classificate in base al reddito familiare medio - le cifre del reddito familiare medio sono anch'esse dell'American Community Survey 2013-2017. Le "località" presenti in questa voce sono quelle che l'Ufficio del censimento degli Stati Uniti definisce "places" (come i census-designated place o CDP). Negli Stati Uniti (nel 2017), la località con il reddito familiare medio più basso era Little River, California (popolazione 117 abitanti), mentre la località con il reddito familiare medio più basso con una popolazione di oltre 1 000 abitanti era la Comerío Zona Urbana di Comerío, a Porto Rico (popolazione 4 312 abitanti).
In termini di dimensioni geografiche, la riserva indiana di Pine Ridge e l'adiacente riserva indiana di Rosebud (riserva Lakota Sioux, Dakota del Sud) sono da tempo tra le aree a più basso reddito degli Stati Uniti - Wounded Knee, Dakota del Sud, che si trova all'interno della riserva di Pine Ridge, aveva il 7º reddito familiare mediano più basso tra tutti i posti nei 50 stati/DC/Porto Rico (nel 2017).
In termini di dimensioni della popolazione, 3 su 5 delle più grandi contee (popolazioni oltre 1 000) sono prevalentemente bianchi, o in maggioranza bianchi, che vanno dal 98% al 99% bianchi, mentre due contee sono prevalentemente afroamericani al 60% e 68% afroamericani, mentre il quinto è il 99% di nativi americani.
I territori degli Stati Uniti hanno i più alti tassi di povertà negli Stati Uniti (più alti dei tassi di povertà della terraferma degli Stati Uniti) e molte delle località a più basso reddito negli Stati Uniti si trovano nei territori degli Stati Uniti (come Porto Rico e Samoa Americane). Nel 2017, Adjuntas, a Porto Rico, aveva un reddito familiare medio di $11.680 - il più basso di qualsiasi contea o equivalente di una contea negli Stati Uniti.

## Località (American Community Survey 2013-2017)
I dati seguenti si riferiscono al reddito familiare annuale medio nei 50 stati, Distretto di Columbia e Porto Rico - i dati si basano sui dati del 2013-2017 dell'American Community Survey dell'Ufficio censimento degli Stati Uniti; il numero di abitanti provengono anche dall'American Community Survey 2013-2017. Le località con una popolazione di oltre 1 000 sono indicate in grassetto.
La maggior parte delle località a basso reddito con più di 1 000 abitanti si trovano a Porto Rico. Le località a Puerto Rico come zona urbanas e comunidads sono census-designated place. Le posizioni nei territori degli Stati Uniti (diversi da Porto Rico) sono incluse, ma non sono classificate perché hanno dati del 2010. I dati vengono raccolti ogni anno per i 50 stati, Distretto di Columbia e Porto Rico (secondo le stime dell'American Community Survey), ma i dati non vengono raccolti ogni anno in altri territori degli Stati Uniti.
Per fare un confronto, nel 2017 il reddito familiare medio degli Stati Uniti (esclusi i territori degli Stati Uniti) è stato di $57.652.
| #   | Località                                      | Stato o territorio            | Reddito familiare annuale medio 2013-2017 | Popolazione (ACS stime 2013-2017) |
| --- | --------------------------------------------- | ----------------------------- | ----------------------------------------- | --------------------------------- |
| 1   | Little River CDP                              | California                    | $3,194                                    | 82                                |
| 2   | Villanueva CDP                                | Nuovo Messico                 | $4,638                                    | 111                               |
| 3   | Nottoway Court House CDP                      | Virginia                      | $5,685                                    | 137                               |
| 4   | Lower Santan Village CDP                      | Arizona                       | $5,857                                    | 395                               |
| 5   | Comerío Zona Urbana                           | Porto Rico                    | $6,242                                    | 4,312                             |
| 6   | Anon Raices Comunidad                         | Porto Rico                    | $7,206                                    | 122                               |
| 7   | Wounded Knee CDP                              | Dakota del Sud                | $7,292                                    | 521                               |
| 8   | Barceloneta Zona Urbana                       | Porto Rico                    | $7,897                                    | 3,920                             |
| 9   | Sabana comunidad                              | Porto Rico                    | $8,687                                    | 1,093                             |
| 10  | Haivana Nakya                                 | Arizona                       | $8,750                                    | 143                               |
| 11  | Palmarejo comunidad (Lajas Municipality)      | Porto Rico                    | $8,839                                    | 1,563                             |
| 12  | Chula Vista CDP (Cameron County)              | Texas                         | $8,846                                    | 486                               |
| 13  | Ravalli CDP                                   | Montana                       | $8,882                                    | 41                                |
| 14  | Pajonal comunidad                             | Porto Rico                    | $8,889                                    | 495                               |
| 15  | Valley Ford CDP                               | California                    | $8,947                                    | 198                               |
| 16  | Long Hollow CDP                               | Dakota del Sud                | $9,063                                    | 242                               |
| 17  | Santa Clara comunidad                         | Porto Rico                    | $9,063                                    | 1,037                             |
| 18  | Rincon Zona Urbana                            | Porto Rico                    | $9,107                                    | 949                               |
| 19  | Whitley City CDP                              | Kentucky                      | $9,234                                    | 1,231                             |
| 20  | Boqueron comunidad (Las Piedras Municipality) | Porto Rico                    | $9,238                                    | 1,139                             |
| 21  | Aguada Zona Urbana                            | Porto Rico                    | $9,255                                    | 2,615                             |
| 22  | Sabana Eneas comunidad                        | Porto Rico                    | $9,409                                    | 1,204                             |
| 23  | Oak Hill town                                 | Alabama                       | $9,464                                    | 11                                |
| 24  | Suarez comunidad                              | Porto Rico                    | $9,524                                    | 1,931                             |
| 25  | Tecolote CDP                                  | Nuovo Messico                 | $9,538                                    | 235                               |
| 26  | Norristown CDP                                | Georgia                       | $9,583                                    | 59                                |
| 27  | Upper Santan Village CDP                      | Arizona                       | $9,659                                    | 391                               |
| 28  | Fuig comunidad                                | Porto Rico                    | $10,067                                   | 1,108                             |
| 29  | Adjuntas Zona Urbana                          | Porto Rico                    | $10,257                                   | 4,302                             |
| 30  | South Greenfield village                      | Missouri                      | $10,278                                   | 131                               |
| 31  | Boligee town                                  | Alabama                       | $10,313                                   | 602                               |
| 32  | El Tumbao comunidad                           | Porto Rico                    | $10,396                                   | 1,802                             |
| 33  | Sarah Ann CDP                                 | Virginia Occidentale          | $10,450                                   | 262                               |
| 34  | Buena Vista comunidad (Humacao Municipality)  | Porto Rico                    | $10,455                                   | 816                               |
| 35  | South Acomita Village                         | Nuovo Messico                 | $10,500                                   | 57                                |
| 36  | Maria Antonia comunidad                       | Porto Rico                    | $10,526                                   | 1,115                             |
| 37  | Naranjito Zona Urbana                         | Porto Rico                    | $10,532                                   | 1,593                             |
| 38  | Juncal comunidad                              | Porto Rico                    | $10,608                                   | 631                               |
| 39  | El Ojo comunidad                              | Porto Rico                    | $10,625                                   | 1,329                             |
| 40  | Miranda comunidad                             | Porto Rico                    | $10,640                                   | 1,717                             |
| 41  | Maricao Zona Urbana                           | Porto Rico                    | $10,667                                   | 662                               |
| 42  | Pueblito del Carmen comunidad                 | Porto Rico                    | $10,882                                   | 692                               |
| 43  | White Mesa CDP                                | Utah                          | $10,972                                   | 132                               |
| 44  | Caban comunidad                               | Porto Rico                    | $11,039                                   | 3,408                             |
| 45  | Pole Ojea comunidad                           | Porto Rico                    | $11,113                                   | 1,644                             |
| 46  | Ceiba comunidad                               | Porto Rico                    | $11,150                                   | 2,524                             |
| 47  | Palomas comunidad (Yauco Municipality)        | Porto Rico                    | $11,156                                   | 2,083                             |
| 48  | Camuy Zona Urbana                             | Porto Rico                    | $11,163                                   | 3,816                             |
| 49  | La Ochenta comunidad                          | Porto Rico                    | $11,207                                   | 729                               |
| 50  | Oak Hill city                                 | Kansas                        | $11,250                                   | 73                                |
| 51  | Lomas comunidad                               | Porto Rico                    | $11,280                                   | 1,253                             |
| 52  | Aguadilla Zona Urbana                         | Porto Rico                    | $11,441                                   | 11,581                            |
| 53  | Barranquitas Zona Urbana                      | Porto Rico                    | $11,573                                   | 1,945                             |
| 54  | La Yuca comunidad                             | Porto Rico                    | $11,591                                   | 525                               |
| 55  | Farrell CDP                                   | Mississippi                   | $11,696                                   | 264                               |
| 56  | Playita Cortada comunidad                     | Porto Rico                    | $11,714                                   | 1,273                             |
| 57  | LaGrange town                                 | Arkansas                      | $11,750                                   | 63                                |
| 58  | Bayside CDP                                   | Virginia                      | $11,753                                   | 224                               |
| 59  | Santa Rita CDP                                | Montana                       | $11,808                                   | 212                               |
| 60  | Homestead Base CDP                            | Florida                       | $11,824                                   | 843                               |
| 61  | Morovis Zona Urbana                           | Porto Rico                    | $11,847                                   | 2,198                             |
| 62  | San Sebastian Zona Urbana                     | Porto Rico                    | $11,858                                   | 8,614                             |
| 63  | Loiza Zona Urbana                             | Porto Rico                    | $11,889                                   | 3,439                             |
| 64  | Playa Fortuna comunidad                       | Porto Rico                    | $11,960                                   | 1,375                             |
| 65  | Quebrada comunidad                            | Porto Rico                    | $11,964                                   | 993                               |
| 66  | La Alianza comunidad                          | Porto Rico                    | $11,995                                   | 1,793                             |
| —   | Si'ufaga village                              | Samoa Americane               | $12,000                                   | 175                               |
| 67  | Allen CDP                                     | Dakota del Sud                | $12,083                                   | 470                               |
| 68  | Franklin CDP                                  | Maryland                      | $12,117                                   | 263                               |
| 69  | Vieques comunidad                             | Porto Rico                    | $12,147                                   | 2,648                             |
| 70  | Calzada comunidad                             | Porto Rico                    | $12,188                                   | 184                               |
| 71  | Acietunas comunidad                           | Porto Rico                    | $12,215                                   | 1,706                             |
| 72  | Palmer comunidad                              | Porto Rico                    | $12,266                                   | 1,108                             |
| 73  | Llano del Medio CDP                           | Nuovo Messico                 | $12,344                                   | 136                               |
| 74  | Casa Blanca CDP                               | Arizona                       | $12,396                                   | 1,189                             |
| 75  | Pageton CDP                                   | Virginia Occidentale          | $12,411                                   | 147                               |
| —   | San Antonio village                           | Isole Marianne Settentrionali | $12,414                                   | 1,149                             |
| 76  | Playita comunidad (Yabucoa Municipality)      | Porto Rico                    | $12,448                                   | 1,561                             |
| 77  | La Playa comunidad                            | Porto Rico                    | $12,467                                   | 2,349                             |
| 78  | Brecon CDP                                    | Ohio                          | $12,487                                   | 490                               |
| 79  | Organ CDP                                     | Nuovo Messico                 | $12,500                                   | 225                               |
| 80  | Tallaboa Alta comunidad                       | Porto Rico                    | $12,500                                   | 1,934                             |
| 81  | Rawls Springs CDP                             | Mississippi                   | $12,527                                   | 866                               |
| 82  | Santa Isabel Zona Urbana                      | Porto Rico                    | $12,603                                   | 6,042                             |
| 83  | Corozal Zona Urbana                           | Porto Rico                    | $12,691                                   | 9,203                             |
| 84  | Mountain Road CDP                             | Virginia                      | $12,791                                   | 1,055                             |
| 85  | Jobos comunidad                               | Porto Rico                    | $12,727                                   | 2,132                             |
| 86  | Lares Zona Urbana                             | Porto Rico                    | $12,742                                   | 4,615                             |
| 87  | Patillas Zona Urbana                          | Porto Rico                    | $12,748                                   | 3,826                             |
| 88  | Reader CDP                                    | Arkansas                      | $12,788                                   | 157                               |
| 89  | Las Ollas comunidad                           | Porto Rico                    | $12,806                                   | 1,772                             |
| 90  | Shageluk city                                 | Alaska                        | $12,813                                   | 63                                |
| 91  | Morgan City                                   | Mississippi                   | $12,857                                   | 250                               |
| 92  | Ciales Zona Urbana                            | Porto Rico                    | $12,914                                   | 2,276                             |
| 93  | Buena Vista comunidad (Arroyo Municipality)   | Porto Rico                    | $12,957                                   | 1,257                             |
| 94  | Liborio Negron Torres comunidad               | Porto Rico                    | $12,966                                   | 1,482                             |
| 95  | Cidra Zona Urbana                             | Porto Rico                    | $13,011                                   | 5,427                             |
| 96  | Matewan town                                  | Virginia Occidentale          | $13,105                                   | 460                               |
| 97  | Bajandas comunidad                            | Porto Rico                    | $13,112                                   | 747                               |
| 98  | Alligator town                                | Mississippi                   | $13,125                                   | 100                               |
| 99  | Sidon town                                    | Mississippi                   | $13,125                                   | 456                               |
| 100 | Lluveras comunidad                            | Porto Rico                    | $13,141                                   | 1,228                             |
| 101 | Livingston                                    | Alabama                       | $13,272                                   | 3,416                             |
| 102 | Manati Zona Urbana                            | Porto Rico                    | $13,278                                   | 13,130                            |
| 103 | Boy River                                     | Minnesota                     | $13,281                                   | 59                                |
| 104 | Palmas comunidad                              | Porto Rico                    | $13,288                                   | 1,135                             |
| 105 | McKee                                         | Kentucky                      | $13,306                                   | 1,179                             |